# Réglementation de la Formule 1 1996
Cette page présente les points les plus importants des réglements sportifs et techniques de la saison 1996 de Formule 1.

## Règlement sportif (nouveautés en caractères gras)
- L'attribution des points s'effectue selon le barème 10 (1er), 6 (2e), 4 (3e), 3 (4e), 2 (5e), 1 (6e) et tous les résultats comptent.
- Chaque Grand Prix a une distance prévue de 305 km (plus la fin du dernier tour), mais ne doit pas excéder 2 heures en temps. (Exception : GP de Monaco prévu pour 260 km environ).
- La vitesse dans les stands est limité à 80 km/h lors des essais et 120 km/h en course (sauf au GP de Monaco, 80 km/h ).
- Plus de séance de préqualifications.
- Essais libres limités à 30 tours dans la journée : vendredi de 11h00 à 12h00 et de 13h00 à 14h00.
- Essais libres limités à 30 tours au total des deux séances de la matinée : samedi de 09h00 à 09h45 et de 10h15 à 11h00.
- Essais qualificatifs limités à 12 tours : samedi de 13 h 00 à 14 h 00.
- Tout pilote dont le temps de qualification dépasse de 7 % le temps de la pole position ne sera pas autorisé à prendre le départ (sauf sur décision des commissaires sportifs prise en raison de conditions exceptionnelles ayant empêché le concurrent de défendre ses chances).
- En cas de problème sur sa monoplace de course, un pilote a le droit d'utiliser un "mulet" lors des essais qualificatifs, mais pas lors des essais libres.
- Le feu vert de départ peut être allumé à tout moment et non plus dans un délai de 4 à 7 secondes après l'apparition du feu rouge.
- Une séance d'essai de roulage en configuration de course (warm-up) est organisée le dimanche matin, de 10h00 à 10h30.
- Un second warm-up d'un quart d'heure peut être organisé si les conditions météorologiques prévues pour la course changent drastiquement par rapport aux conditions rencontrées lors du premier warm-up.

## Règlement technique (nouveautés en caractères gras)

### Moteur et transmission
- Moteur atmosphérique V12 maximum de 3 000 cm³ de cylindrée.
- Boîte de vitesses au nombre de rapports libre mais avec marche arrière obligatoire.
- Interdiction des systèmes de suspensions actives.
- Interdiction des systèmes d'antipatinage.
- Interdiction des systèmes d'antiblocage des roues.
- Interdiction des systèmes d'assistance à la direction.
- Interdiction des boîtes de vitesses automatiques à passage programmé.
- Interdiction des systèmes d'accélérateur électronique (fly-by-wire).

### Structure de la monoplace
- Porte-à-faux de l'aileron arrière fixé à 90 cm maximum par rapport à l'axe des roues arrière.
- Largeur hors-tout de la monoplace limitée à 200 mm.
- Largeur des pneumatiques : 15 pouces, soit une dimension des pneus arrière fixée à 381 mm de large.
- Prise d'air du capot moteur échancrée.
- Hauteur du capot moteur limitée à 95 cm à partir du fond plat.
- Aileron arrière de hauteur maximale de 80 cm par rapport à la coque.
- Autorisation des ailerons-sabots situé en avant de l'axe des roues arrière.
- Interdiction de l'aileron inférieur situé vers la base du mât central, sous l'aileron principal arrière.
- Aileron avant ne devant plus dépasser 25 cm de hauteur par rapport au fond de la coque.
- Patin en bois (jabroc) obligatoire de 10 mm fixé sous le fond plat.
- Longueur de la coque située en avant de l'axe des roues avant fixée à 30 cm.
- Poids de la monoplace : 595 kg pilote compris.
- Suspensions renforcées.
- Arceau de sécurité avec points d'ancrage dans la coque pour faire corps avec elle.
- Crash-test frontal et latéral obligatoire.
- Largeur minimale du cockpit portée à 520 mm.
- Parois latérales de protection des bords du cockpit en mousse antichoc de 75 mm d'épaisseur.
- Parois de protection sur le plat-bord du cockpit montant de chaque côté du casque.
- Appuie-tête de 75 mm d'épaisseur et de 400 cm² de surface.
- Nouvelles structures de protections déformables intégrées à la coque autour du cockpit.
- Cockpit permettant au pilote, assis, ceinturé mais volant ôté, de pouvoir lever ensemble les deux jambes pour que ses genoux dépassent le plan du volant.
- Système de survie composé d'une bouteille d'air médical et d'une durite résistante au feu la raccordant au casque du pilote obligatoire.
- Rétroviseur de largeur minimale fixée à 10 cm et de hauteur minimale fixée à 5 cm. Les commissaires techniques doivent s'assurer que le pilote, en position de conduite est bien capable de discerner les voitures qui le suivent dans chacun des deux rétroviseurs.
- Extincteurs de 5 kg pour l'habitacle et 2,5 kg pour le moteur. Les fixations doivent résister à une décélération de 25 G.
- Feu arrière de surface minimale portée à 20 cm², d'une puissance de 21 W et fixé à 40 cm du sol.
- Ceinture de sécurité à 6 points obligatoire.

### Carburant et fluides
- Réservoir de carburant de capacité libre et ravitaillements en courses autorisés.
- Réservoir de carburant en caoutchouc recouvert d'une enveloppe anti-perforation utilisable au maximum pendant 5 ans.
- Canalisations de carburant dotées de systèmes d'auto-obturation.
- Réservoir de carburant obligatoirement situé entre l'habitacle (dos du pilote) et le moteur.
- Protection obligatoire de tous les réservoirs d'huile placés à l'extérieur de la structure principale de la monoplace.
- Double circuit de freinage, les prises d'air de refroidissement des freins avant ne doivent pas excéder 14 cm de hauteur par rapport à l'axe horizontal de la roue.